# Лазарев, Владислав (латвийский футболист)
Владислав Лазарев (латыш. Vladislavs Lazarevs; род. 25 ноября 1997, Рига) — латвийский футболист, вратарь.

## Карьера
В 2013 и 2014 годах играл в первой латвийской лиге за рижские «Сконто-2» и «ШФК-Юнайтед» (латыш. Šitika Futbola skola United). Сезон 2015 года начал в команде высшей лиги «Гулбене», которая по ходу сезона была исключена из числа участников чемпионата. В первенстве дублеров играл за команду футбольной школы Шитика.
В 2016 году находившийся на просмотре в клубе «Вентспилс» Лазарев и игрок «Вентспилса» Анастасий Мордатенко вышли в прямой эфир посредством Periscope, где хвастались употреблением алкоголя, танцевали, а также употребляли нецензурные выражения и с их использованием оскорбляли тренера «Венспилса» англичанина Пола Эшуорта. Видео «отдыха» футболистов получило распространение в YouTube, после чего Лазарев покинул расположение клуба.
В 2016—2017 годах играл за «Спартак» (Юрмала). В сезонах 2017/18 и 2018/19 — в командах итальянской Серии D «Мантова» и «Помильяно», в 2019—2020 годах — в «Валмиере». В 2021 году играл за «Вентспилс», который по ходу чемпионата снялся с соревнований. После этого Лазарев вновь стал игроком «Спартака» (Юрмала). В 2022 году сыграл в 19 матчах греческой Суперлиги 2 за «Караискакис». С 2023 года — в «Лиепае».
Играл за юниорскую (до 19 лет) сборную Латвии. 9 сентября 2019 года, будучи вызванным в национальную сборную Латвии, был в заявке на матч отборочного турнира чемпионата Европы против сборной Северной Македонии.